# Ahmarova
Ahmarova är ett naturreservat i Övertorneå kommun i Norrbottens län.
Området är naturskyddat sedan 2010 och är 7,5 kvadratkilometer stort. Reservatet omfattar norra och östra delen av berget Ahmarova och våtmarker och sjön Ahmajärvi i väster. Reservatet består av granskog och tallskog.